# Trollfest
I Trollfest (alcune volte TrollfesT) sono un gruppo folk metal norvegese.

## Il gruppo
I testi delle canzoni sono scritti in una lingua non realmente esistente chiamata trollspråk, che in norvegese significa lingua dei troll: essa è un misto fra tedesco, norvegese e altre lingue.

## Formazione

### Formazione attuale
- Jostein Austvik (Trollmannen) - voce
- John Espen (Mr. Seidel) - chitarra, cori
- Fabian Jiru (Fabio Grimdrap) - chitarra, cori (2017-)
- Øyvind Bolt Strönen Johannesen (Lodd Bolt) - basso (2012-)
- Dag Stiberg (Drekka Dag) - sassofono (2011-)
- Bjørn Dugstad Rønnow - batteria (2019-)
- Kai Renton (Fjernkontrollet) - fisarmonica, synth (2017-)

## Discografia

### Album in studio
- 2005 - Willkommen Folk Tell Drekka Fest!
- 2006 - Brakebein
- 2009 - Villanden
- 2011 - En Kvest for Den Hellige Gral
- 2012 - Brumlebassen
- 2014 - Kaptein Kaos
- 2017 - Helluva
- 2019 - Norwegian Fairytales

### Demo
- 2004 - TrollfesT

### EP
- 2009 - Uraltes Elemente

### Live
- 2015 - Live at Alrosa Villa

### Raccolte
- 2013 - A Decade of Drekkadence